# Andrey Rublyov (phim)
Andrey Rublyov (tiếng Nga: Андрей Рублёв) là bộ phim điện ảnh Liên Xô, do Andrey Tarkovsky đạo diễn.
Đây là bộ phim thành công thứ hai của Andrei Tarkovskylar sau phim Thời thơ ấu của Ivan, và sau này được tiếp nối bởi các phim Solaris chuyển thể từ tiểu thuyết của Stanisław Lem, The Mirror, và phim Stalker, chuyển thể từ tiểu thuyết "Roadside Picniccuar" anh em Arkady và Boris Strugatsky.

## Diễn viên
- Anatoli Solonitsyn...	Andrey Rublyov
- Ivan Lapikov...	Kirill
- Nikolai Grinko...	Daniil Chorny
- Nikolai Sergeyev...	Theophanes người Hy Lạp
- Irma Raush...	Durochka (cô gái điên)
- Nikolay Burlyaev...	Boriska
- Yuriy Nazarov...	The Grand Prince / The Lesser Prince
- Yuri Nikulin...	Monk Patrikey
- Rolan Bykov...	The jester
- Nikolai Grabbe...	Stepan
- Mikhail Kononov...	Foma
- Stepan Krylov...	Head Bell-founder
- Irina Miroshnichenko...	Mary Magdalene
- Bolot Beyshenalyev...	Hãn Tatar

## Hậu trường
Phim quay từ năm 1966. Bộ phim dựa trên cuộc đời của Andrey Rublyov, họa sĩ Nga vĩ đại thế kỷ 15. Chủ đề bộ phim liên quan tôn giáo và mơ hồ chính trị nên ngoài một buổi chiếu duy nhất tại Moscow, chỉ một phiên bản đã cắt xén được chiếu tại Liên Xô 1971, sau đó một số bản khác cắt xén khác. Phải đến năm 1987 bộ phim mới công chiếu chính thức trở lại. Tuy nhiên phim được hoan nghênh tại nhiều nước, nhận Giải thưởng FIPRESCI tại Liên hoan phim Cannes năm 1969, giải thưởng Leon Moussinac năm 1970 của các nhà phê bình phim của Pháp cho bộ phim nước ngoài tốt nhất, Viện Hàn lâm Pháp trao giải cho nữ Diễn viên Irma Rausch nữ Diễn viên nước ngoài hay nhất vào năm 1970 và một số giải khác. Phim nằm trong 100 tác phẩm điện ảnh hay nhất điện ảnh thế giới theo bình chọn của tạp chí Empire năm 2010.